# Sematophyllum galipense
Sematophyllum galipense är en bladmossart som beskrevs av Mitten 1869. Sematophyllum galipense ingår i släktet Sematophyllum och familjen Sematophyllaceae. Inga underarter finns listade i Catalogue of Life.